# Liste des communes du Val-d'Oise
Pour les autres listes de communes françaises, voir Listes des communes de France.
| - Le Val-d'Oise en France métropolitaine. - Carte des communes du Val-d'Oise. |

Cette page liste les 183 communes du département français du Val-d'Oise au 1er janvier 2025.

## Historique
Le Val-d'Oise est un département créé par la loi du 10 juillet 1964 par démembrement de l'ancien département de Seine-et-Oise.
Au 1er janvier 2018, un projet de fusion s'est concrétisé : Gadancourt avec Avernes (commune nouvelle d'Avernes).
Au 1er janvier 2024, un projet de fusion s'est concrétisé : Gouzangrez avec Commeny (commune nouvelle de Commeny).

## Liste des communes
Le tableau suivant donne la liste des communes au 1er janvier 2025, en précisant leur code Insee, leur code postal principal, leur arrondissement, leur canton, leur intercommunalité, leur superficie, leur population et leur densité, d'après les chiffres de l'Insee issus du recensement 2022,.
| Nom                      | Code Insee | Code postal | Arrondissement | Canton                                 | Intercommunalité                              | Superficie (km2) | Population (dernière pop. légale) | Densité (hab./km2) | Modifier                                    |
| ------------------------ | ---------- | ----------- | -------------- | -------------------------------------- | --------------------------------------------- | ---------------- | --------------------------------- | ------------------ | ------------------------------------------- |
| Pontoise (préfecture)    | 95500      | 95000 95300 | Pontoise       | Pontoise                               | CA de Cergy-Pontoise                          | 7,15             | 31 623 (2022)                     | 4 423              | modifier les données · modifier les données |
| Ableiges                 | 95002      | 95450       | Pontoise       | Pontoise                               | CC Vexin Centre                               | 8,03             | 1 109 (2022)                      | 138                | modifier les données · modifier les données |
| Aincourt                 | 95008      | 95510       | Pontoise       | Vauréal                                | CC Vexin - Val de Seine                       | 10,03            | 870 (2022)                        | 87                 | modifier les données · modifier les données |
| Ambleville               | 95011      | 95420 95710 | Pontoise       | Vauréal                                | CC Vexin - Val de Seine                       | 7,96             | 390 (2022)                        | 49                 | modifier les données · modifier les données |
| Amenucourt               | 95012      | 95510       | Pontoise       | Vauréal                                | CC Vexin - Val de Seine                       | 8,70             | 208 (2022)                        | 24                 | modifier les données · modifier les données |
| Andilly                  | 95014      | 95580       | Sarcelles      | Montmorency                            | CA Plaine Vallée                              | 2,70             | 2 691 (2022)                      | 997                | modifier les données · modifier les données |
| Argenteuil               | 95018      | 95100       | Argenteuil     | Argenteuil-1 Argenteuil-2 Argenteuil-3 | Métropole du Grand Paris                      | 17,22            | 107 135 (2022)                    | 6 222              | modifier les données · modifier les données |
| Arnouville               | 95019      | 95400       | Sarcelles      | Garges-lès-Gonesse                     | CA Roissy Pays de France                      | 2,84             | 14 898 (2022)                     | 5 246              | modifier les données · modifier les données |
| Arronville               | 95023      | 95810       | Pontoise       | Pontoise                               | CC Sausseron Impressionnistes                 | 15,85            | 619 (2022)                        | 39                 | modifier les données · modifier les données |
| Arthies                  | 95024      | 95420       | Pontoise       | Vauréal                                | CC Vexin - Val de Seine                       | 7,40             | 267 (2022)                        | 36                 | modifier les données · modifier les données |
| Asnières-sur-Oise        | 95026      | 95270       | Sarcelles      | L'Isle-Adam                            | CC Carnelle Pays-de-France                    | 14,07            | 3 128 (2022)                      | 222                | modifier les données · modifier les données |
| Attainville              | 95028      | 95570       | Sarcelles      | Fosses                                 | CA Plaine Vallée                              | 7,16             | 1 834 (2022)                      | 256                | modifier les données · modifier les données |
| Auvers-sur-Oise          | 95039      | 95430       | Pontoise       | Saint-Ouen-l'Aumône                    | CC Sausseron Impressionnistes                 | 12,69            | 6 820 (2022)                      | 537                | modifier les données · modifier les données |
| Avernes                  | 95040      | 95450       | Pontoise       | Vauréal                                | CC Vexin Centre                               | 17,15            | 866 (2022)                        | 50                 | modifier les données · modifier les données |
| Baillet-en-France        | 95042      | 95560       | Sarcelles      | Domont                                 | CC Carnelle Pays-de-France                    | 7,91             | 1 947 (2022)                      | 246                | modifier les données · modifier les données |
| Banthelu                 | 95046      | 95420       | Pontoise       | Vauréal                                | CC Vexin - Val de Seine                       | 8,10             | 148 (2022)                        | 18                 | modifier les données · modifier les données |
| Beauchamp                | 95051      | 95250       | Argenteuil     | Taverny                                | CA Val Parisis                                | 3,02             | 9 506 (2022)                      | 3 148              | modifier les données · modifier les données |
| Beaumont-sur-Oise        | 95052      | 95260       | Pontoise       | L'Isle-Adam                            | CC du Haut Val-d'Oise                         | 5,60             | 9 931 (2022)                      | 1 773              | modifier les données · modifier les données |
| Le Bellay-en-Vexin       | 95054      | 95750       | Pontoise       | Pontoise                               | CC Vexin Centre                               | 5,02             | 219 (2022)                        | 44                 | modifier les données · modifier les données |
| Bellefontaine            | 95055      | 95270       | Sarcelles      | Fosses                                 | CC Carnelle Pays-de-France                    | 7,53             | 471 (2022)                        | 63                 | modifier les données · modifier les données |
| Belloy-en-France         | 95056      | 95270       | Sarcelles      | Fosses                                 | CC Carnelle Pays-de-France                    | 9,49             | 2 239 (2022)                      | 236                | modifier les données · modifier les données |
| Bernes-sur-Oise          | 95058      | 95340       | Pontoise       | L'Isle-Adam                            | CC du Haut Val-d'Oise                         | 5,45             | 2 703 (2022)                      | 496                | modifier les données · modifier les données |
| Berville                 | 95059      | 95810       | Pontoise       | Pontoise                               | CC Vexin Centre                               | 8,51             | 370 (2022)                        | 43                 | modifier les données · modifier les données |
| Bessancourt              | 95060      | 95550       | Argenteuil     | Taverny                                | CA Val Parisis                                | 6,39             | 8 521 (2022)                      | 1 333              | modifier les données · modifier les données |
| Béthemont-la-Forêt       | 95061      | 95840       | Pontoise       | Domont                                 | CC de la Vallée de l'Oise et des Trois Forêts | 3,79             | 426 (2022)                        | 112                | modifier les données · modifier les données |
| Bezons                   | 95063      | 95870       | Argenteuil     | Argenteuil-3                           | CA Saint Germain Boucles de Seine             | 4,16             | 34 314 (2022)                     | 8 249              | modifier les données · modifier les données |
| Boisemont                | 95074      | 95000       | Pontoise       | Cergy-2                                | CA de Cergy-Pontoise                          | 2,77             | 883 (2022)                        | 319                | modifier les données · modifier les données |
| Boissy-l'Aillerie        | 95078      | 95650       | Pontoise       | Pontoise                               | CC Vexin Centre                               | 6,53             | 2 114 (2022)                      | 324                | modifier les données · modifier les données |
| Bonneuil-en-France       | 95088      | 95500       | Sarcelles      | Villiers-le-Bel                        | CA Roissy Pays de France                      | 4,71             | 1 179 (2022)                      | 250                | modifier les données · modifier les données |
| Bouffémont               | 95091      | 95570       | Sarcelles      | Domont                                 | CA Plaine Vallée                              | 4,51             | 6 565 (2022)                      | 1 456              | modifier les données · modifier les données |
| Bouqueval                | 95094      | 95720       | Sarcelles      | Villiers-le-Bel                        | CA Roissy Pays de France                      | 2,81             | 306 (2022)                        | 109                | modifier les données · modifier les données |
| Bray-et-Lû               | 95101      | 95710       | Pontoise       | Vauréal                                | CC Vexin - Val de Seine                       | 3,71             | 957 (2022)                        | 258                | modifier les données · modifier les données |
| Bréançon                 | 95102      | 95640       | Pontoise       | Pontoise                               | CC Vexin Centre                               | 10,61            | 425 (2022)                        | 40                 | modifier les données · modifier les données |
| Brignancourt             | 95110      | 95640       | Pontoise       | Pontoise                               | CC Vexin Centre                               | 3,06             | 243 (2022)                        | 79                 | modifier les données · modifier les données |
| Bruyères-sur-Oise        | 95116      | 95820       | Pontoise       | L'Isle-Adam                            | CC du Haut Val-d'Oise                         | 8,91             | 4 907 (2022)                      | 551                | modifier les données · modifier les données |
| Buhy                     | 95119      | 95770       | Pontoise       | Vauréal                                | CC Vexin - Val de Seine                       | 6,86             | 327 (2022)                        | 48                 | modifier les données · modifier les données |
| Butry-sur-Oise           | 95120      | 95430       | Pontoise       | Saint-Ouen-l'Aumône                    | CC Sausseron Impressionnistes                 | 2,60             | 2 242 (2022)                      | 862                | modifier les données · modifier les données |
| Cergy                    | 95127      | 95000 95800 | Pontoise       | Cergy-1 Cergy-2                        | CA de Cergy-Pontoise                          | 11,65            | 69 578 (2022)                     | 5 972              | modifier les données · modifier les données |
| Champagne-sur-Oise       | 95134      | 95660       | Pontoise       | L'Isle-Adam                            | CC du Haut Val-d'Oise                         | 9,45             | 5 022 (2022)                      | 531                | modifier les données · modifier les données |
| La Chapelle-en-Vexin     | 95139      | 95420       | Pontoise       | Vauréal                                | CC Vexin - Val de Seine                       | 3,61             | 316 (2022)                        | 88                 | modifier les données · modifier les données |
| Charmont                 | 95141      | 95420       | Pontoise       | Vauréal                                | CC Vexin - Val de Seine                       | 3,83             | 33 (2022)                         | 8,6                | modifier les données · modifier les données |
| Chars                    | 95142      | 95750       | Pontoise       | Pontoise                               | CC Vexin Centre                               | 16,71            | 2 017 (2022)                      | 121                | modifier les données · modifier les données |
| Châtenay-en-France       | 95144      | 95190       | Sarcelles      | Fosses                                 | CC Carnelle Pays-de-France                    | 3,07             | 73 (2022)                         | 24                 | modifier les données · modifier les données |
| Chaumontel               | 95149      | 95270       | Sarcelles      | Fosses                                 | CC Carnelle Pays-de-France                    | 4,23             | 3 340 (2022)                      | 790                | modifier les données · modifier les données |
| Chaussy                  | 95150      | 95710       | Pontoise       | Vauréal                                | CC Vexin - Val de Seine                       | 14,56            | 634 (2022)                        | 44                 | modifier les données · modifier les données |
| Chauvry                  | 95151      | 95560       | Pontoise       | Domont                                 | CC de la Vallée de l'Oise et des Trois Forêts | 5,00             | 297 (2022)                        | 59                 | modifier les données · modifier les données |
| Chennevières-lès-Louvres | 95154      | 95380       | Sarcelles      | Goussainville                          | CA Roissy Pays de France                      | 4,58             | 294 (2022)                        | 64                 | modifier les données · modifier les données |
| Chérence                 | 95157      | 95510       | Pontoise       | Vauréal                                | CC Vexin - Val de Seine                       | 8,47             | 128 (2022)                        | 15                 | modifier les données · modifier les données |
| Cléry-en-Vexin           | 95166      | 95420       | Pontoise       | Vauréal                                | CC Vexin Centre                               | 5,10             | 467 (2022)                        | 92                 | modifier les données · modifier les données |
| Commeny                  | 95169      | 95450       | Pontoise       | Pontoise                               | CC Vexin Centre                               | 5,49             | 648 (2022)                        | 118                | modifier les données · modifier les données |
| Condécourt               | 95170      | 95450       | Pontoise       | Vauréal                                | CC Vexin Centre                               | 6,94             | 557 (2022)                        | 80                 | modifier les données · modifier les données |
| Cormeilles-en-Parisis    | 95176      | 95240       | Argenteuil     | Franconville                           | CA Val Parisis                                | 8,48             | 27 086 (2022)                     | 3 194              | modifier les données · modifier les données |
| Cormeilles-en-Vexin      | 95177      | 95830       | Pontoise       | Pontoise                               | CC Vexin Centre                               | 9,56             | 1 294 (2022)                      | 135                | modifier les données · modifier les données |
| Courcelles-sur-Viosne    | 95181      | 95650       | Pontoise       | Pontoise                               | CC Vexin Centre                               | 3,61             | 307 (2022)                        | 85                 | modifier les données · modifier les données |
| Courdimanche             | 95183      | 95800       | Pontoise       | Vauréal                                | CA de Cergy-Pontoise                          | 5,57             | 7 111 (2022)                      | 1 277              | modifier les données · modifier les données |
| Deuil-la-Barre           | 95197      | 95170       | Sarcelles      | Deuil-la-Barre                         | CA Plaine Vallée                              | 3,76             | 22 903 (2022)                     | 6 091              | modifier les données · modifier les données |
| Domont                   | 95199      | 95330       | Sarcelles      | Domont                                 | CA Plaine Vallée                              | 8,33             | 16 075 (2022)                     | 1 930              | modifier les données · modifier les données |
| Eaubonne                 | 95203      | 95600       | Argenteuil     | Ermont                                 | CA Val Parisis                                | 4,42             | 25 934 (2022)                     | 5 867              | modifier les données · modifier les données |
| Écouen                   | 95205      | 95440       | Sarcelles      | Fosses                                 | CA Roissy Pays de France                      | 7,59             | 7 173 (2022)                      | 945                | modifier les données · modifier les données |
| Enghien-les-Bains        | 95210      | 95880       | Sarcelles      | Montmorency                            | CA Plaine Vallée                              | 1,77             | 11 594 (2022)                     | 6 550              | modifier les données · modifier les données |
| Ennery                   | 95211      | 95300       | Pontoise       | Pontoise                               | CC Sausseron Impressionnistes                 | 7,43             | 2 313 (2022)                      | 311                | modifier les données · modifier les données |
| Épiais-lès-Louvres       | 95212      | 95380       | Sarcelles      | Goussainville                          | CA Roissy Pays de France                      | 3,42             | 141 (2022)                        | 41                 | modifier les données · modifier les données |
| Épiais-Rhus              | 95213      | 95810       | Pontoise       | Pontoise                               | CC Sausseron Impressionnistes                 | 10,46            | 607 (2022)                        | 58                 | modifier les données · modifier les données |
| Épinay-Champlâtreux      | 95214      | 95270       | Sarcelles      | Fosses                                 | CC Carnelle Pays-de-France                    | 3,56             | 58 (2022)                         | 16                 | modifier les données · modifier les données |
| Éragny                   | 95218      | 95610       | Pontoise       | Cergy-2                                | CA de Cergy-Pontoise                          | 4,72             | 18 723 (2022)                     | 3 967              | modifier les données · modifier les données |
| Ermont                   | 95219      | 95120       | Argenteuil     | Ermont                                 | CA Val Parisis                                | 4,16             | 29 189 (2022)                     | 7 017              | modifier les données · modifier les données |
| Ézanville                | 95229      | 95460       | Sarcelles      | Fosses                                 | CA Plaine Vallée                              | 5,19             | 9 789 (2022)                      | 1 886              | modifier les données · modifier les données |
| Fontenay-en-Parisis      | 95241      | 95190       | Sarcelles      | Fosses                                 | CA Roissy Pays de France                      | 10,84            | 2 220 (2022)                      | 205                | modifier les données · modifier les données |
| Fosses                   | 95250      | 95470       | Sarcelles      | Fosses                                 | CA Roissy Pays de France                      | 3,61             | 10 249 (2022)                     | 2 839              | modifier les données · modifier les données |
| Franconville             | 95252      | 95130       | Argenteuil     | Franconville                           | CA Val Parisis                                | 6,19             | 38 024 (2022)                     | 6 143              | modifier les données · modifier les données |
| Frémainville             | 95253      | 95450       | Pontoise       | Vauréal                                | CC Vexin Centre                               | 5,61             | 502 (2022)                        | 89                 | modifier les données · modifier les données |
| Frémécourt               | 95254      | 95830       | Pontoise       | Pontoise                               | CC Vexin Centre                               | 4,28             | 535 (2022)                        | 125                | modifier les données · modifier les données |
| Frépillon                | 95256      | 95740       | Argenteuil     | Saint-Ouen-l'Aumône                    | CA Val Parisis                                | 3,35             | 3 327 (2022)                      | 993                | modifier les données · modifier les données |
| La Frette-sur-Seine      | 95257      | 95530       | Argenteuil     | Herblay-sur-Seine                      | CA Val Parisis                                | 2,02             | 4 587 (2022)                      | 2 271              | modifier les données · modifier les données |
| Frouville                | 95258      | 95690       | Pontoise       | Saint-Ouen-l'Aumône                    | CC Sausseron Impressionnistes                 | 7,60             | 347 (2022)                        | 46                 | modifier les données · modifier les données |
| Garges-lès-Gonesse       | 95268      | 95140       | Sarcelles      | Garges-lès-Gonesse                     | CA Roissy Pays de France                      | 5,47             | 42 388 (2022)                     | 7 749              | modifier les données · modifier les données |
| Genainville              | 95270      | 95420       | Pontoise       | Vauréal                                | CC Vexin - Val de Seine                       | 10,50            | 521 (2022)                        | 50                 | modifier les données · modifier les données |
| Génicourt                | 95271      | 95650       | Pontoise       | Pontoise                               | CC Sausseron Impressionnistes                 | 6,44             | 515 (2022)                        | 80                 | modifier les données · modifier les données |
| Gonesse                  | 95277      | 95500       | Sarcelles      | Villiers-le-Bel                        | CA Roissy Pays de France                      | 20,09            | 26 959 (2022)                     | 1 342              | modifier les données · modifier les données |
| Goussainville            | 95280      | 95190       | Sarcelles      | Goussainville                          | CA Roissy Pays de France                      | 11,52            | 30 952 (2022)                     | 2 687              | modifier les données · modifier les données |
| Grisy-les-Plâtres        | 95287      | 95810       | Pontoise       | Pontoise                               | CC Vexin Centre                               | 7,15             | 706 (2022)                        | 99                 | modifier les données · modifier les données |
| Groslay                  | 95288      | 95410       | Sarcelles      | Deuil-la-Barre                         | CA Plaine Vallée                              | 2,95             | 8 378 (2022)                      | 2 840              | modifier les données · modifier les données |
| Guiry-en-Vexin           | 95295      | 95450       | Pontoise       | Vauréal                                | CC Vexin Centre                               | 6,16             | 151 (2022)                        | 25                 | modifier les données · modifier les données |
| Haravilliers             | 95298      | 95640       | Pontoise       | Pontoise                               | CC Vexin Centre                               | 10,90            | 582 (2022)                        | 53                 | modifier les données · modifier les données |
| Haute-Isle               | 95301      | 95780       | Pontoise       | Vauréal                                | CC Vexin - Val de Seine                       | 2,57             | 291 (2022)                        | 113                | modifier les données · modifier les données |
| Le Heaulme               | 95303      | 95640       | Pontoise       | Pontoise                               | CC Vexin Centre                               | 1,96             | 206 (2022)                        | 105                | modifier les données · modifier les données |
| Hédouville               | 95304      | 95690       | Pontoise       | Saint-Ouen-l'Aumône                    | CC Sausseron Impressionnistes                 | 5,28             | 280 (2022)                        | 53                 | modifier les données · modifier les données |
| Herblay-sur-Seine        | 95306      | 95220       | Argenteuil     | Herblay-sur-Seine                      | CA Val Parisis                                | 12,74            | 31 818 (2022)                     | 2 497              | modifier les données · modifier les données |
| Hérouville-en-Vexin      | 95308      | 95300       | Pontoise       | Saint-Ouen-l'Aumône                    | CC Sausseron Impressionnistes                 | 8,42             | 569 (2022)                        | 68                 | modifier les données · modifier les données |
| Hodent                   | 95309      | 95420       | Pontoise       | Vauréal                                | CC Vexin - Val de Seine                       | 4,37             | 225 (2022)                        | 51                 | modifier les données · modifier les données |
| L'Isle-Adam              | 95313      | 95290       | Pontoise       | L'Isle-Adam                            | CC de la Vallée de l'Oise et des Trois Forêts | 14,94            | 12 302 (2022)                     | 823                | modifier les données · modifier les données |
| Jagny-sous-Bois          | 95316      | 95850       | Sarcelles      | Fosses                                 | CC Carnelle Pays-de-France                    | 4,18             | 272 (2022)                        | 65                 | modifier les données · modifier les données |
| Jouy-le-Moutier          | 95323      | 95280       | Pontoise       | Cergy-2                                | CA de Cergy-Pontoise                          | 6,89             | 17 411 (2022)                     | 2 527              | modifier les données · modifier les données |
| Labbeville               | 95328      | 95690       | Pontoise       | Saint-Ouen-l'Aumône                    | CC Sausseron Impressionnistes                 | 8,07             | 641 (2022)                        | 79                 | modifier les données · modifier les données |
| Lassy                    | 95331      | 95270       | Sarcelles      | Fosses                                 | CC Carnelle Pays-de-France                    | 1,92             | 194 (2022)                        | 101                | modifier les données · modifier les données |
| Livilliers               | 95341      | 95300       | Pontoise       | Pontoise                               | CC Sausseron Impressionnistes                 | 6,53             | 386 (2022)                        | 59                 | modifier les données · modifier les données |
| Longuesse                | 95348      | 95450       | Pontoise       | Vauréal                                | CC Vexin Centre                               | 8,50             | 505 (2022)                        | 59                 | modifier les données · modifier les données |
| Louvres                  | 95351      | 95380       | Sarcelles      | Goussainville                          | CA Roissy Pays de France                      | 11,33            | 12 226 (2022)                     | 1 079              | modifier les données · modifier les données |
| Luzarches                | 95352      | 95270       | Sarcelles      | Fosses                                 | CC Carnelle Pays-de-France                    | 20,49            | 4 909 (2022)                      | 240                | modifier les données · modifier les données |
| Maffliers                | 95353      | 95560       | Sarcelles      | Fosses                                 | CC Carnelle Pays-de-France                    | 6,79             | 1 768 (2022)                      | 260                | modifier les données · modifier les données |
| Magny-en-Vexin           | 95355      | 95420       | Pontoise       | Vauréal                                | CC Vexin - Val de Seine                       | 14,02            | 5 755 (2022)                      | 410                | modifier les données · modifier les données |
| Mareil-en-France         | 95365      | 95850       | Sarcelles      | Fosses                                 | CC Carnelle Pays-de-France                    | 7,00             | 721 (2022)                        | 103                | modifier les données · modifier les données |
| Margency                 | 95369      | 95580       | Sarcelles      | Montmorency                            | CA Plaine Vallée                              | 0,72             | 2 954 (2022)                      | 4 103              | modifier les données · modifier les données |
| Marines                  | 95370      | 95640       | Pontoise       | Pontoise                               | CC Vexin Centre                               | 8,26             | 3 508 (2022)                      | 425                | modifier les données · modifier les données |
| Marly-la-Ville           | 95371      | 95670       | Sarcelles      | Goussainville                          | CA Roissy Pays de France                      | 8,62             | 5 852 (2022)                      | 679                | modifier les données · modifier les données |
| Maudétour-en-Vexin       | 95379      | 95420       | Pontoise       | Vauréal                                | CC Vexin - Val de Seine                       | 6,55             | 203 (2022)                        | 31                 | modifier les données · modifier les données |
| Menouville               | 95387      | 95810       | Pontoise       | Pontoise                               | CC Sausseron Impressionnistes                 | 2,78             | 62 (2022)                         | 22                 | modifier les données · modifier les données |
| Menucourt                | 95388      | 95180       | Pontoise       | Vauréal                                | CA de Cergy-Pontoise                          | 3,68             | 6 189 (2022)                      | 1 682              | modifier les données · modifier les données |
| Mériel                   | 95392      | 95630       | Pontoise       | Saint-Ouen-l'Aumône                    | CC de la Vallée de l'Oise et des Trois Forêts | 5,31             | 5 337 (2022)                      | 1 005              | modifier les données · modifier les données |
| Méry-sur-Oise            | 95394      | 95540       | Pontoise       | Saint-Ouen-l'Aumône                    | CC de la Vallée de l'Oise et des Trois Forêts | 11,17            | 10 015 (2022)                     | 897                | modifier les données · modifier les données |
| Le Mesnil-Aubry          | 95395      | 95720       | Sarcelles      | Fosses                                 | CA Roissy Pays de France                      | 6,64             | 901 (2022)                        | 136                | modifier les données · modifier les données |
| Moisselles               | 95409      | 95570       | Sarcelles      | Domont                                 | CA Plaine Vallée                              | 1,46             | 1 259 (2022)                      | 862                | modifier les données · modifier les données |
| Montgeroult              | 95422      | 95650       | Pontoise       | Pontoise                               | CC Vexin Centre                               | 4,97             | 350 (2022)                        | 70                 | modifier les données · modifier les données |
| Montigny-lès-Cormeilles  | 95424      | 95370       | Argenteuil     | Herblay-sur-Seine                      | CA Val Parisis                                | 4,07             | 22 390 (2022)                     | 5 501              | modifier les données · modifier les données |
| Montlignon               | 95426      | 95680       | Sarcelles      | Montmorency                            | CA Plaine Vallée                              | 2,84             | 2 966 (2022)                      | 1 044              | modifier les données · modifier les données |
| Montmagny                | 95427      | 95360       | Sarcelles      | Deuil-la-Barre                         | CA Plaine Vallée                              | 2,91             | 14 632 (2022)                     | 5 028              | modifier les données · modifier les données |
| Montmorency              | 95428      | 95160       | Sarcelles      | Montmorency                            | CA Plaine Vallée                              | 5,37             | 21 677 (2022)                     | 4 037              | modifier les données · modifier les données |
| Montreuil-sur-Epte       | 95429      | 95770       | Pontoise       | Vauréal                                | CC Vexin - Val de Seine                       | 7,15             | 382 (2022)                        | 53                 | modifier les données · modifier les données |
| Montsoult                | 95430      | 95560       | Sarcelles      | Domont                                 | CC Carnelle Pays-de-France                    | 3,84             | 4 095 (2022)                      | 1 066              | modifier les données · modifier les données |
| Mours                    | 95436      | 95260       | Pontoise       | L'Isle-Adam                            | CC du Haut Val-d'Oise                         | 2,45             | 1 680 (2022)                      | 686                | modifier les données · modifier les données |
| Moussy                   | 95438      | 95640       | Pontoise       | Pontoise                               | CC Vexin Centre                               | 4,75             | 111 (2022)                        | 23                 | modifier les données · modifier les données |
| Nerville-la-Forêt        | 95445      | 95590       | Pontoise       | L'Isle-Adam                            | CC de la Vallée de l'Oise et des Trois Forêts | 6,68             | 779 (2022)                        | 117                | modifier les données · modifier les données |
| Nesles-la-Vallée         | 95446      | 95690       | Pontoise       | Saint-Ouen-l'Aumône                    | CC Sausseron Impressionnistes                 | 13,46            | 1 823 (2022)                      | 135                | modifier les données · modifier les données |
| Neuilly-en-Vexin         | 95447      | 95640       | Pontoise       | Pontoise                               | CC Vexin Centre                               | 2,96             | 238 (2022)                        | 80                 | modifier les données · modifier les données |
| Neuville-sur-Oise        | 95450      | 95000       | Pontoise       | Cergy-2                                | CA de Cergy-Pontoise                          | 4,25             | 2 089 (2022)                      | 492                | modifier les données · modifier les données |
| Nointel                  | 95452      | 95590       | Pontoise       | L'Isle-Adam                            | CC du Haut Val-d'Oise                         | 3,20             | 887 (2022)                        | 277                | modifier les données · modifier les données |
| Noisy-sur-Oise           | 95456      | 95270       | Pontoise       | L'Isle-Adam                            | CC du Haut Val-d'Oise                         | 3,79             | 582 (2022)                        | 154                | modifier les données · modifier les données |
| Nucourt                  | 95459      | 95420       | Pontoise       | Pontoise                               | CC Vexin Centre                               | 7,65             | 719 (2022)                        | 94                 | modifier les données · modifier les données |
| Omerville                | 95462      | 95420       | Pontoise       | Vauréal                                | CC Vexin - Val de Seine                       | 11,98            | 325 (2022)                        | 27                 | modifier les données · modifier les données |
| Osny                     | 95476      | 95520       | Pontoise       | Cergy-1                                | CA de Cergy-Pontoise                          | 12,52            | 17 471 (2022)                     | 1 395              | modifier les données · modifier les données |
| Parmain                  | 95480      | 95620       | Pontoise       | L'Isle-Adam                            | CC de la Vallée de l'Oise et des Trois Forêts | 9,20             | 5 683 (2022)                      | 618                | modifier les données · modifier les données |
| Le Perchay               | 95483      | 95450       | Pontoise       | Pontoise                               | CC Vexin Centre                               | 5,46             | 513 (2022)                        | 94                 | modifier les données · modifier les données |
| Persan                   | 95487      | 95340       | Pontoise       | L'Isle-Adam                            | CC du Haut Val-d'Oise                         | 5,14             | 14 348 (2022)                     | 2 791              | modifier les données · modifier les données |
| Pierrelaye               | 95488      | 95220 95480 | Argenteuil     | Taverny                                | CA Val Parisis                                | 9,21             | 10 230 (2022)                     | 1 111              | modifier les données · modifier les données |
| Piscop                   | 95489      | 95350       | Sarcelles      | Domont                                 | CA Plaine Vallée                              | 4,08             | 737 (2022)                        | 181                | modifier les données · modifier les données |
| Le Plessis-Bouchard      | 95491      | 95130       | Argenteuil     | Domont                                 | CA Val Parisis                                | 2,69             | 8 333 (2022)                      | 3 098              | modifier les données · modifier les données |
| Le Plessis-Gassot        | 95492      | 95720       | Sarcelles      | Fosses                                 | CA Roissy Pays de France                      | 4,10             | 97 (2022)                         | 24                 | modifier les données · modifier les données |
| Le Plessis-Luzarches     | 95493      | 95270       | Sarcelles      | Fosses                                 | CC Carnelle Pays-de-France                    | 0,90             | 140 (2022)                        | 156                | modifier les données · modifier les données |
| Presles                  | 95504      | 95590       | Pontoise       | L'Isle-Adam                            | CC de la Vallée de l'Oise et des Trois Forêts | 9,95             | 3 994 (2022)                      | 401                | modifier les données · modifier les données |
| Puiseux-en-France        | 95509      | 95380       | Sarcelles      | Fosses                                 | CA Roissy Pays de France                      | 5,11             | 3 755 (2022)                      | 735                | modifier les données · modifier les données |
| Puiseux-Pontoise         | 95510      | 95650       | Pontoise       | Cergy-1                                | CA de Cergy-Pontoise                          | 5,64             | 593 (2022)                        | 105                | modifier les données · modifier les données |
| La Roche-Guyon           | 95523      | 95780       | Pontoise       | Vauréal                                | CC Vexin - Val de Seine                       | 4,61             | 423 (2022)                        | 92                 | modifier les données · modifier les données |
| Roissy-en-France         | 95527      | 95700       | Sarcelles      | Villiers-le-Bel                        | CA Roissy Pays de France                      | 14,09            | 2 682 (2022)                      | 190                | modifier les données · modifier les données |
| Ronquerolles             | 95529      | 95340       | Pontoise       | L'Isle-Adam                            | CC du Haut Val-d'Oise                         | 4,74             | 890 (2022)                        | 188                | modifier les données · modifier les données |
| Sagy                     | 95535      | 95450       | Pontoise       | Vauréal                                | CC Vexin Centre                               | 10,53            | 1 100 (2022)                      | 104                | modifier les données · modifier les données |
| Saint-Brice-sous-Forêt   | 95539      | 95350       | Sarcelles      | Deuil-la-Barre                         | CA Plaine Vallée                              | 6,00             | 15 209 (2022)                     | 2 535              | modifier les données · modifier les données |
| Saint-Clair-sur-Epte     | 95541      | 95770       | Pontoise       | Vauréal                                | CC Vexin - Val de Seine                       | 12,18            | 979 (2022)                        | 80                 | modifier les données · modifier les données |
| Saint-Cyr-en-Arthies     | 95543      | 95510       | Pontoise       | Vauréal                                | CC Vexin - Val de Seine                       | 3,89             | 237 (2022)                        | 61                 | modifier les données · modifier les données |
| Saint-Gervais            | 95554      | 95420       | Pontoise       | Vauréal                                | CC Vexin - Val de Seine                       | 13,18            | 883 (2022)                        | 67                 | modifier les données · modifier les données |
| Saint-Gratien            | 95555      | 95210       | Sarcelles      | Argenteuil-1                           | CA Plaine Vallée                              | 2,42             | 21 297 (2022)                     | 8 800              | modifier les données · modifier les données |
| Saint-Leu-la-Forêt       | 95563      | 95320       | Argenteuil     | Domont                                 | CA Val Parisis                                | 5,24             | 16 047 (2022)                     | 3 062              | modifier les données · modifier les données |
| Saint-Martin-du-Tertre   | 95566      | 95270       | Sarcelles      | Fosses                                 | CC Carnelle Pays-de-France                    | 13,23            | 2 662 (2022)                      | 201                | modifier les données · modifier les données |
| Saint-Ouen-l'Aumône      | 95572      | 95310       | Pontoise       | Saint-Ouen-l'Aumône                    | CA de Cergy-Pontoise                          | 12,21            | 25 614 (2022)                     | 2 098              | modifier les données · modifier les données |
| Saint-Prix               | 95574      | 95390       | Sarcelles      | Domont                                 | CA Plaine Vallée                              | 7,93             | 7 588 (2022)                      | 957                | modifier les données · modifier les données |
| Saint-Witz               | 95580      | 95470       | Sarcelles      | Goussainville                          | CA Roissy Pays de France                      | 7,66             | 2 511 (2022)                      | 328                | modifier les données · modifier les données |
| Sannois                  | 95582      | 95110       | Argenteuil     | Argenteuil-1                           | CA Val Parisis                                | 4,78             | 26 772 (2022)                     | 5 601              | modifier les données · modifier les données |
| Santeuil                 | 95584      | 95640       | Pontoise       | Pontoise                               | CC Vexin Centre                               | 5,34             | 660 (2022)                        | 124                | modifier les données · modifier les données |
| Sarcelles                | 95585      | 95200       | Sarcelles      | Sarcelles                              | CA Roissy Pays de France                      | 8,45             | 58 576 (2022)                     | 6 932              | modifier les données · modifier les données |
| Seraincourt              | 95592      | 95450       | Pontoise       | Vauréal                                | CC Vexin Centre                               | 11,28            | 1 310 (2022)                      | 116                | modifier les données · modifier les données |
| Seugy                    | 95594      | 95270       | Sarcelles      | Fosses                                 | CC Carnelle Pays-de-France                    | 1,70             | 1 039 (2022)                      | 611                | modifier les données · modifier les données |
| Soisy-sous-Montmorency   | 95598      | 95230       | Sarcelles      | Montmorency                            | CA Plaine Vallée                              | 3,98             | 18 068 (2022)                     | 4 540              | modifier les données · modifier les données |
| Survilliers              | 95604      | 95470       | Sarcelles      | Goussainville                          | CA Roissy Pays de France                      | 5,38             | 4 154 (2022)                      | 772                | modifier les données · modifier les données |
| Taverny                  | 95607      | 95150       | Argenteuil     | Taverny                                | CA Val Parisis                                | 10,48            | 27 065 (2022)                     | 2 583              | modifier les données · modifier les données |
| Théméricourt             | 95610      | 95450       | Pontoise       | Vauréal                                | CC Vexin Centre                               | 7,58             | 289 (2022)                        | 38                 | modifier les données · modifier les données |
| Theuville                | 95611      | 95810       | Pontoise       | Pontoise                               | CC Vexin Centre                               | 4,97             | 53 (2022)                         | 11                 | modifier les données · modifier les données |
| Le Thillay               | 95612      | 95500       | Sarcelles      | Villiers-le-Bel                        | CA Roissy Pays de France                      | 3,94             | 4 575 (2022)                      | 1 161              | modifier les données · modifier les données |
| Us                       | 95625      | 95450       | Pontoise       | Pontoise                               | CC Vexin Centre                               | 10,98            | 1 331 (2022)                      | 121                | modifier les données · modifier les données |
| Vallangoujard            | 95627      | 95810       | Pontoise       | Pontoise                               | CC Sausseron Impressionnistes                 | 7,60             | 616 (2022)                        | 81                 | modifier les données · modifier les données |
| Valmondois               | 95628      | 95760       | Pontoise       | Saint-Ouen-l'Aumône                    | CC Sausseron Impressionnistes                 | 4,59             | 1 209 (2022)                      | 263                | modifier les données · modifier les données |
| Vaudherland              | 95633      | 95500       | Sarcelles      | Villiers-le-Bel                        | CA Roissy Pays de France                      | 0,09             | 102 (2022)                        | 1 133              | modifier les données · modifier les données |
| Vauréal                  | 95637      | 95490       | Pontoise       | Vauréal                                | CA de Cergy-Pontoise                          | 3,46             | 16 079 (2022)                     | 4 647              | modifier les données · modifier les données |
| Vémars                   | 95641      | 95470       | Sarcelles      | Goussainville                          | CA Roissy Pays de France                      | 8,18             | 2 986 (2022)                      | 365                | modifier les données · modifier les données |
| Vétheuil                 | 95651      | 95510       | Pontoise       | Vauréal                                | CC Vexin - Val de Seine                       | 4,30             | 867 (2022)                        | 202                | modifier les données · modifier les données |
| Viarmes                  | 95652      | 95270       | Sarcelles      | Fosses                                 | CC Carnelle Pays-de-France                    | 8,19             | 5 509 (2022)                      | 673                | modifier les données · modifier les données |
| Vienne-en-Arthies        | 95656      | 95510       | Pontoise       | Vauréal                                | CC Vexin - Val de Seine                       | 3,76             | 360 (2022)                        | 96                 | modifier les données · modifier les données |
| Vigny                    | 95658      | 95450       | Pontoise       | Vauréal                                | CC Vexin Centre                               | 6,56             | 1 132 (2022)                      | 173                | modifier les données · modifier les données |
| Villaines-sous-Bois      | 95660      | 95570       | Sarcelles      | Fosses                                 | CC Carnelle Pays-de-France                    | 1,89             | 776 (2022)                        | 411                | modifier les données · modifier les données |
| Villeron                 | 95675      | 95380       | Sarcelles      | Goussainville                          | CA Roissy Pays de France                      | 5,61             | 1 672 (2022)                      | 298                | modifier les données · modifier les données |
| Villers-en-Arthies       | 95676      | 95510       | Pontoise       | Vauréal                                | CC Vexin - Val de Seine                       | 8,25             | 487 (2022)                        | 59                 | modifier les données · modifier les données |
| Villiers-Adam            | 95678      | 95840       | Pontoise       | L'Isle-Adam                            | CC de la Vallée de l'Oise et des Trois Forêts | 9,82             | 848 (2022)                        | 86                 | modifier les données · modifier les données |
| Villiers-le-Bel          | 95680      | 95400       | Sarcelles      | Villiers-le-Bel                        | CA Roissy Pays de France                      | 7,30             | 29 238 (2022)                     | 4 005              | modifier les données · modifier les données |
| Villiers-le-Sec          | 95682      | 95720       | Sarcelles      | Fosses                                 | CC Carnelle Pays-de-France                    | 3,26             | 198 (2022)                        | 61                 | modifier les données · modifier les données |
| Wy-dit-Joli-Village      | 95690      | 95420       | Pontoise       | Vauréal                                | CC Vexin - Val de Seine                       | 8,37             | 329 (2022)                        | 39                 | modifier les données · modifier les données |
| Val-d'Oise               | 95         |             |                |                                        |                                               | 1 246,00         | 1 270 845 (2022)                  | 1 020              | modifier les données                        |